# Bāʾ
Le bāʾ (en arabe بَاء, bāʾ, ou simplement ب) est la deuxième lettre de l'alphabet arabe.
Son caractère Unicode est 0628.

## Numération arabe
Sa valeur numérique dans la numération Abjad est 2.